# وزغ دریایی
وزغ دریایی (نام علمی: Chaunacidae) نام یک تیره از راسته قلابچه‌ماهی است.